# Disco de Secchi

Desenho do disco de Secchi quadriculado

Tipos diferentes de discos de Secchi

O disco de Secchi, desenvolvido em 1865 por Pietro Angelo Secchi, é um disco circular de cor branca (ou preto e branco), especialmente construído para estimar a transparência e o nível de turbidez de corpos de água como oceanos, estuários, lagos e rios. Geralmente o disco tem 20 ou 30 cm de diâmetro, vem montado em uma vara, corda, ou fita e é baixado verticalmente na água, aos poucos, até desaparecer. O objetivo é registrar precisamente a profundidade na qual o padrão gráfico do disco não pode mais ser detectado a olho nu. A medida dessa profundidade pode ser usada para estimar a atenuação média da luz na coluna de água, sendo denominada profundidade de Secchi. Em águas ricas em microorganismos ou partículas de sedimento suspenso, o disco de Secchi pode desaparecer da vista em profundidades de 1 a 3 m, enquanto no oceano aberto pode ser visível até 20 a 30 m. Atualmente também existem modelos de instrumentos eletrônicos portáteis a venda no mercado que simulam o disco de Secchi tradicional.

## Histórico

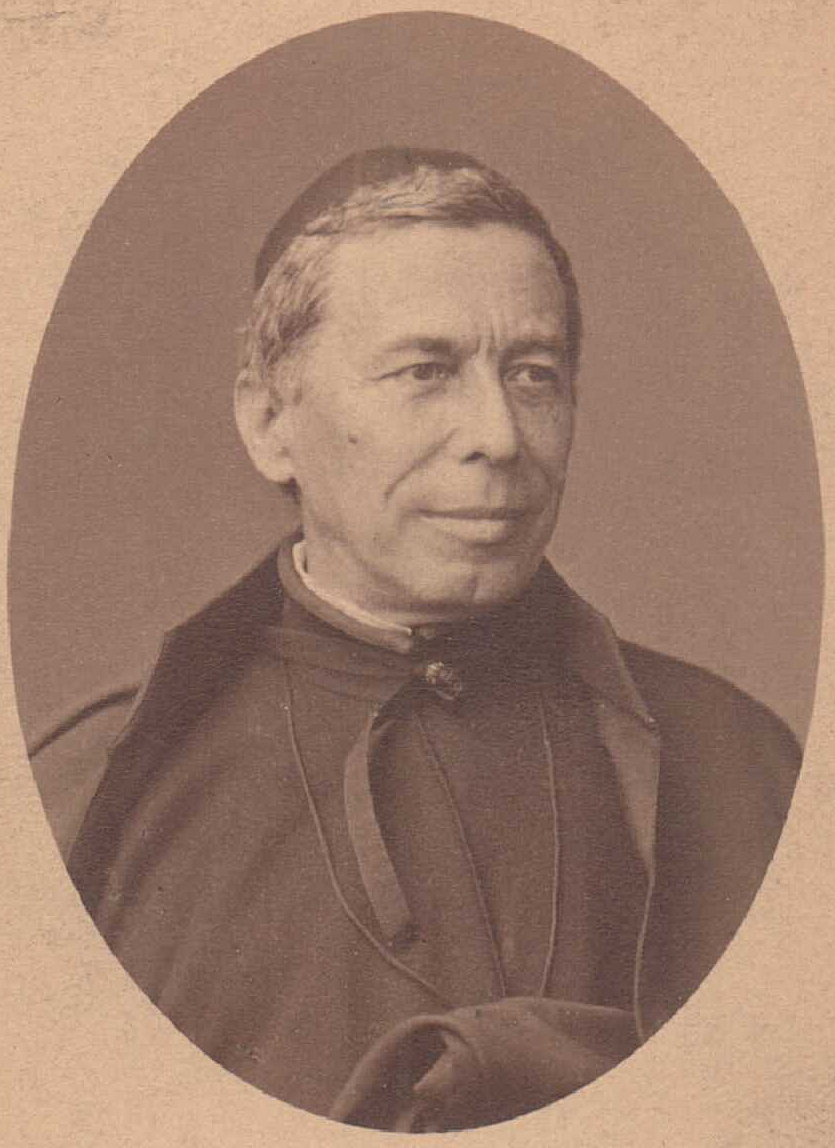
Pietro Angelo Secchi (1818-1878)

Um dos registros mais antigos que descrevem a transparência da água do oceano, realizado no século XVII, foi feito perto de Nova Zembla (arquipélago russo no Oceano Ártico) pelo capitão John Wood Jr. (1620-1704), membro da Royal Society e líder de uma expedição de pesquisa que navegou pela Northeast Passage (via marítima que faz conexão entre os oceanos Atlântico e Pacífico ao longo da costa norte da Sibéria).
Posteriormente, durante uma viagem francesa ao redor do mundo (1822-1825) sob o comando de Louis Isidore Duperrey (1786-1865), uma prancha branca, com um diâmetro de 60,96 cm e um peso fixo, foi abaixada dentro da água para medir sua transparência. A prancha desapareceu entre as profundidades de 9 m (perto da Ilha da Ascensão, Oceano Atlântico Sul) e 23 m (perto de Offak, Ilha de Waigiou, Indonésia).
Somente em 1865 o disco de Secchi foi inventado pelo astrónomo e astrofísico italiano Pietro Angelo Secchi (1818-1878). Ele foi convidado pelo comandante Cialdi, chefe da Marinha, para testar um novo instrumento para medir a transparência da água. Seu princípio baseava-se no abaixamento de um disco pintado de branco na água até que ele desaparecesse da vista do observador. Em 1864, Secchi e Cialdi realizaram experimentos com o disco em escala maior, algo que nunca havia sido realizado antes. Este instrumento, agora chamado de disco de Secchi, foi usado pela primeira vez em 20 de abril de 1865 no Mar Mediterrâneo a bordo do iate papal a vapor.
Desde a demonstração de medidas de transparência com o disco de Secchi, mais de 150 anos atrás, devido ao baixo custo e facilidade de operação, houve milhões de medidas com diferentes tamanhos de discos.

## Descrição e uso

### Características
O disco de Secchi é um disco circular com diâmetro entre 20 e 30 cm. O disco pode ser totalmente pintado com cor branca ou com duas cores (preto e branco) formando quatro quadrículas. É conhecido de forma tradicional como instrumento para medir a transparência da água a partir do alcance visual do disco. A profundidade em que o disco deixa de ser visível é chamada de profundidade de Secchi (ZD).

### Material auxiliar para coleta em campo

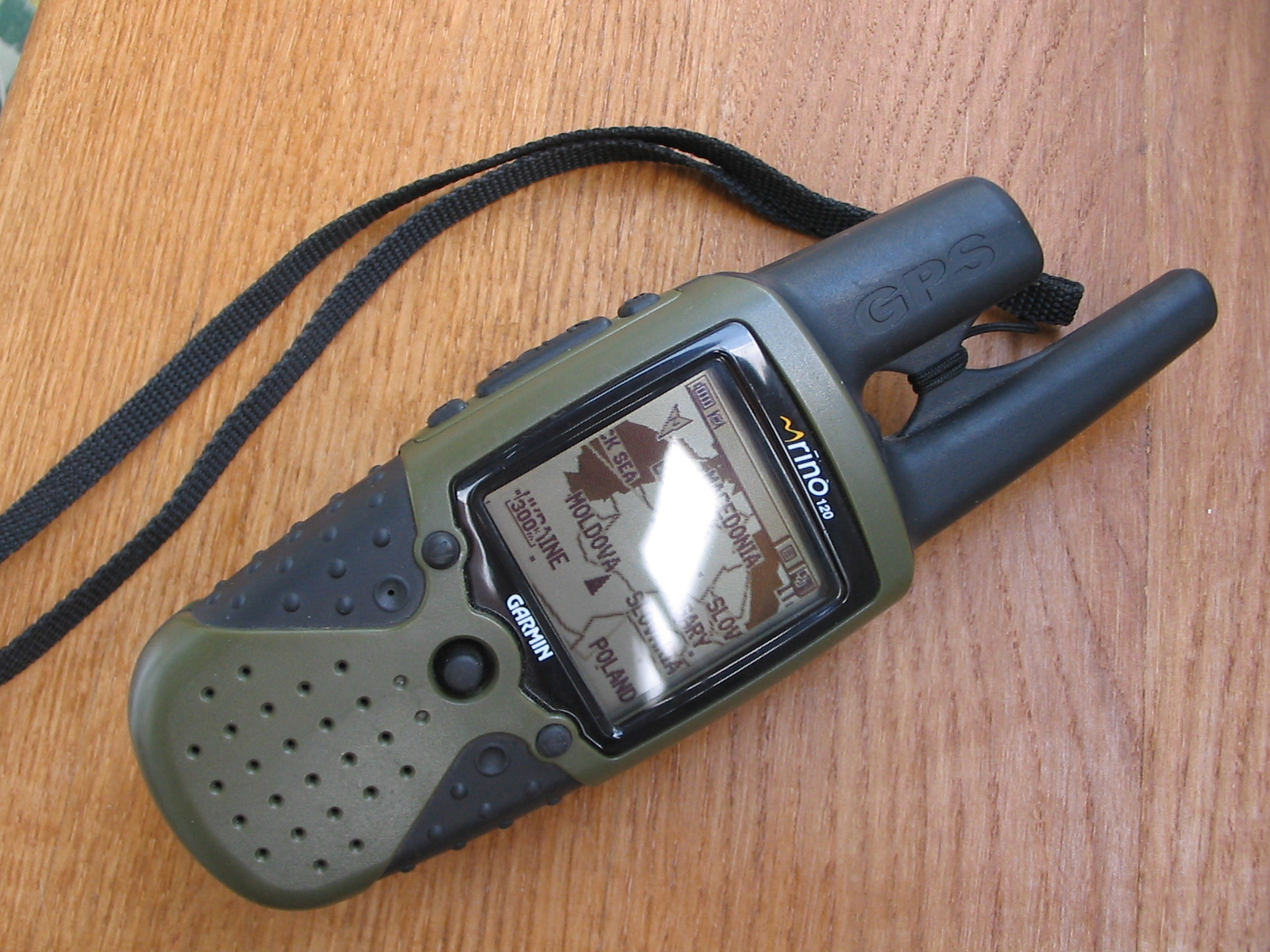
Equipamento portátil para posicionamento geográfico global conhecido como GPS.

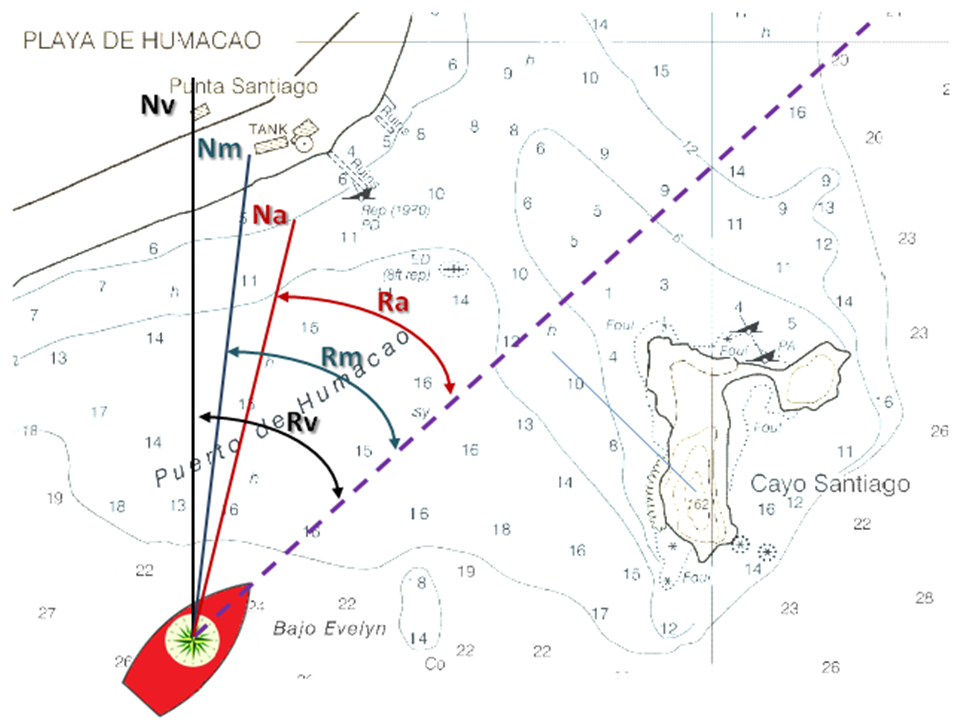
Carta náutica em papel

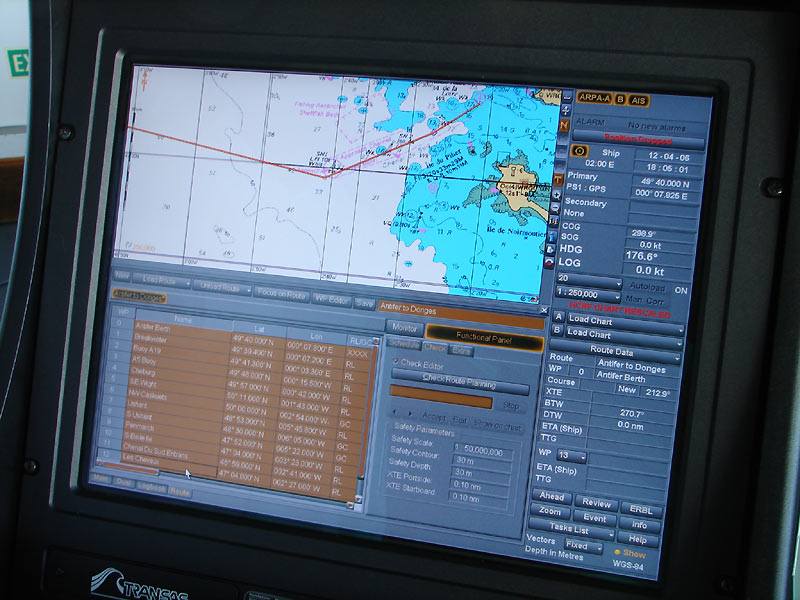
Carta náutica digital

Para o trabalho de campo com o disco de Secchi é necessário ter um receptor GPS (permite a localização geográfica local onde a medida foi realizada); um mapa da área em estudo (por exemplo, carta náutica); uma tábua de maré (para obtenção de informações sobre a maré); embarcação; e material de proteção (luvas, botas, capacete).

### Medição em campo
Para registrar a profundidade de desaparecimento do disco de Secchi em campo, é necessário alguns cuidados. Por exemplo, a medição deve ser feita no lado sombreado da embarcação para reduzir reflexos na superfície da água. Além disso, o disco deve permanecer na água diretamente abaixo da mão que segura o cabo do equipamento. Em caso de deriva devido a corrente ou vento, deve-se adicionar mais lastro ao disco de modo que as medições não sejam distorcidas quando lidas em ângulo.
As leituras devem ser feitas idealmente quando a intensidade da radiação solar é mais forte, em geral entre 9h00 e 15h00 horas. As ondas e o ângulo de incidência do Sol na superfície da água podem distorcer as medições com o disco. Também deve-se evitar leituras com o mar agitado e com o céu nublado.

#### Cuidado antes do lançamento do disco
Em laboratório, durante a preparação do material para as coletas de campo, é importante verificar se o disco está com pintura conservada para evitar o excesso de reflexão na sua superfície. Se a âncora for lançada para fundear a embarcação antes do lançamento do disco, é importante que seja feito com cuidado para evitar ressuspensão dos sedimentos no fundo. Tal fato, poderia conduzir a erros de medição. Na planilha de campo, deve-se preencher informações como profundidade local, data, hora, estação de coleta, temperatura, entre outros registros pertinentes.

#### Profundidade de desaparecimento visual
A profundidade de Secchi (ZD) é a profundidade na qual o disco de Secchi não é mais visível por um observador acima da superfície da água. Ela representa uma medida quantitativa da transparência desse corpo de água ou sua visibilidade na direção vertical.

## Protocolo de medição

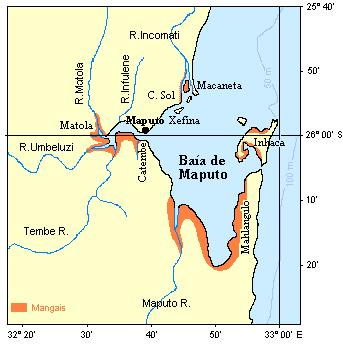
Mapa da Baía de Maputo (Moçambique)

Segundo instruções da Agência Ambiental do Canadá (Environment Canada), as leituras do disco de Secchi podem ser feitas usando o seguinte protocolo:
1. Faça a leitura no lado sombreado da embarcação usando um cabo calibrado (use marcador permanente para marcar intervalos regulares no cabo);
2. Abaixe lentamente o disco na água até que ele desapareça da sua vista e anote a profundidade marcada no cabo (profundidade 1);
3. Abaixe o disco mais 1 m e levante-o devagar até que esteja visível novamente e anote a profundidade marcada no cabo (profundidade 2);
4. A leitura do disco de Secchi é a média das profundidades 1 e 2.

A tabela abaixo ilustra os dados medidos no Rio Tembe (Baía de Maputo, Moçambique) no dia 11 de junho de 2007. A distância entre as estações hidrográficas está em quilômetros.
| Estação hidrográfica | Latitude        | Longitude       | Profundidade (m) | Hora  | Data       | Distância(km) |
| -------------------- | --------------- | --------------- | ---------------- | ----- | ---------- | ------------- |
| D1                   | 25° 59' 58.0" S | 32° 29' 26.3" E | 1,1              | 12h06 | 11/06/2007 | 0             |
| D2                   | 26° 01' 43.9" S | 32° 29' 38.8" E | 1,3              | 12h32 | 11/06/2007 | 3             |

Quanto maior a leitura do disco de Secchi, mais transparente é a água do corpo hídrico. A profundidade em que o disco de Secchi desaparece (ou aparece) pode variar entre dois observadores diferentes por questões pessoais de acuidade visual.

## Aplicações do disco de Secchi
A radiação solar que penetra na coluna de água é absorvida de forma progressiva. Essa atenuação na penetração da luz é dada pela relação:
{\displaystyle I_{z}=I_{0}e^{-kz}}
onde {\displaystyle I_{z}} é a radiação que penetra até a profundidade {\displaystyle z} (W m-2), {\displaystyle I_{0}} é a radiação que atinge a superfície da coluna de água (W m-2), {\displaystyle k} é o coeficiente de atenuação vertical da luz na água (m-1) e {\displaystyle z} é a profundidade (m).
Poole e Atkins estabeleceram uma relação empírica entre o coeficiente de atenuação da luz ({\displaystyle k}) e a profundidade de Secchi ({\displaystyle Z_{D}}).
{\displaystyle k={1,7 \over Z_{D}}}
Assim, pode-se usar a profundidade de Secchi ({\displaystyle Z_{D}}) para estimar o coeficiente de atenuação da luz na água ({\displaystyle k}).
Existe uma faixa vertical em que a intensidade de luz é suficiente para que haja crescimento de produtores primários, como o fitoplâncton. Essa faixa é chamada de zona eufótica. A profundidade desta zona depende da transparência da água e da radiação solar que incide na superfície da água. No ambiente oceânico a zona eufótica geralmente está limitada aos primeiros 200 m da coluna de água, enquanto no ambiente nerítico ela limita-se aos primeiros 40 m. Em águas costeiras, que em geral têm mais material particulado em suspensão, a zona eufótica pode localizar-se nos primeiros 15 m de coluna de água.
A profundidade na qual se detecta apenas 1% da radiação solar que incide na superfície da água é o limite da zona eufótica ({\displaystyle Z_{eu}}). Matematicamente, esse limite pode ser expresso como:
{\displaystyle Z_{eu}={\frac {4,6}{k}}}
onde {\displaystyle Z_{eu}} é a profundidade da zona eufótica (m) e {\displaystyle k} é o coeficiente de extinção da luz (m-1).

## Estudos científicos
O monitoramento da profundidade de desaparecimento do disco de Secchi ao longo do tempo, em determinado corpo de água (por exemplo, lago, estuário ou região costeira), pode fornecer um registro útil do crescimento e decadência da vida vegetal aquática. Além disso, também pode auxiliar no monitoramento visual do movimento de materiais suspensos e da migração de sedimentos, bem como as variações da transparência da água e atividade biológica.
Noernberg e colaboradores executaram um estudo para relacionar a profundidade de Secchi com o fator de reflectância da água de ambientes aquáticos lênticos em Cachoeira Paulista (SP) e concluíram que  quanto maior for a penetração da radiação solar na água, maior será a profundidade de Secchi. Consequentemente, concentrações menores de sólidos em suspensão e clorofila serão encontrados na água.